# 外為ブローカー
外国為替ブローカー（がいこくかわせブローカー、略 : 外為ブローカー）とは、銀行間外国為替取引市場（インターバンク）の仲介取引業者のことである。
歴史上短資会社との関連が深い。

## 概要
インターバンクは世界中の金融機関が外国為替を取引する場で、証券のように決まった取引所が存在せずに、電話・電子回線によって、取引を行う市場である。
実際に、外国為替市場で外国為替が取引される際に、銀行同士が取引するのではなく、間に外為ブローカーと呼ばれる仲介業者が介在することが多かった。外為ブローカーは、売り手と買い手を取り次いで取引を成立させ、ブローカレッジ（手数料）を得る。
また、最近ではインターバンク市場ではなく個人向けの外為取引に進出している会社も多い。

## 日本の為替ディーラー
日本国内の為替関連会社は2020年6月時点で少なくとも20社以上が存在している。独自の取引プラットフォームを利用したディーラーも多いが、MetaQuotes社製のMetaTraderが好まれる。
- トウキョウフォレックス上田ハーロー：1999年10月に合弁会社を設立
  - 旧上田ハーロー（上田八木短資系）
  - 旧トウキョウフォレックス（東京短資系）
- メイタントラディション（セントラル短資系。「メイタン」は合併前の名古屋短資の略称）

## 海外ブローカー
海外でも、外為取引を提供している会社のことを「ブローカー」と呼ぶことが多い。 最近では、レバレッジ規制などが適用されないこと、日本語対応されていることなどを理由に、海外のブローカーを利用する日本人投資家も多い。日本国内では個人投資家の最大レバレッジが25倍であるのに対し、海外ブローカーでは400倍～500倍前後のレバレッジが一般的である。また、ブローカーによっては証拠金の条件付きで3000倍などのレバレッジを提供するブローカーも存在する。
海外ブローカーはこれまでに存在したものを含めて少なくとも3400社以上が確認されているが、その中には金融ライセンスを所持しないものも多く、利用にあたっては注意が必要である。